# Strumigenys calvus
Strumigenys calvus (лат.) — вид мелких муравьёв из подсемейства Myrmicinae. Южная Корея.

## Описание
Длина оранжево-коричневого тела около 3 мм. Отличается следующими признаками: жвалы треугольные с 8-9 зубчиками на жевательном крае; при виде анфас голова полностью ареолно-морщинистая, за исключением макушки головы и эпистомальной борозды; затылочный край прямой или слегка вогнутый, без выступающих простых волосков; отсутствуют выступающие с боков волоски вдоль дорсолатерального края головы; апикоскробные волосы отсутствуют; усики полностью в коротких прижатых волосках на скапусе и жгутике, без приподнятых или прямостоячих волосков. Мандибулы при виде анфас густо покрыты прилегающими лопатчатыми волосками. Волосы на плечах переднеспинки обычно отсутствуют, реже короткие и прямостоячие, не жгутиковидные. Переднеспинка и среднеспинка в коротких прижатых волосках, при виде в профиль без торчащих волосков. Проподеальные шипы острые, не удлиненные. Поствентральная проподеальная пластинка широкая. Мезосома в основном гладкая, за исключением проподеума в профиль. Есть отчетливое черноватое пятно на 3-м стерните брюшка (1-й сегмент брюшка). Тело узкое и относительно тонкое. Усики 6-члениковые. Семьи малочисленные, в двух гнёздах, найденных во влажных широколиственных лесах, было 72 и 86 рабочих муравьёв, с единственной маткой и десятком крылатых самок. Предположительно, как и другие виды рода, это хищный вид, охотящийся на мелкие виды почвенных членистоногих. Стебелёк между грудкой и брюшком состоит из двух члеников: петиолюса и постпетиолюса (последний четко отделен от брюшка), жало развито, куколки голые (без кокона). Специализированные охотники на коллембол. Вид был впервые описан в 2020 году по материалам из Южной Кореи. Включён в состав видовой группы Strumigenys leptothrix (Dacetini)